# Gavin Magnus

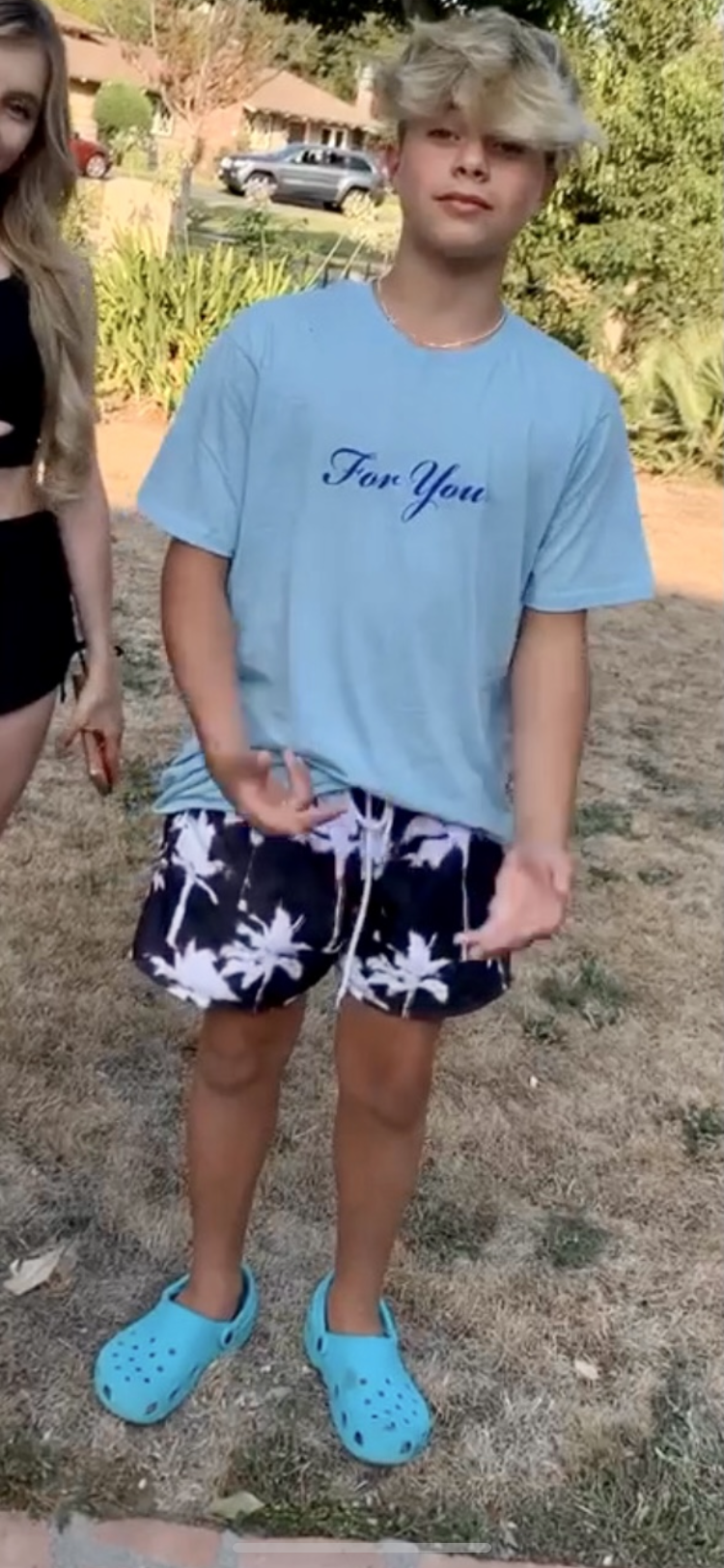
Gavin Magnus (2021)

Gavin Magnus (* 26. März 2007 in Los Angeles, Vereinigte Staaten) ist ein US-amerikanischer Schauspieler, Sänger und Social-Media-Star. Aufgrund seiner Aktivitäten in den sozialen Medien und seiner Präsenz auf YouTube und TikTok ist er bekannt für seinen trendigen Kleidungsstil und seine auffälligen Frisuren.

## Leben
Magnus lebt seit seiner Geburt in Los Angeles, Kalifornien, USA. Er wurde von seiner Mutter erzogen, die ebenfalls in den sozialen Medien aktiv ist. Magnus hat ältere Brüder namens Jakob (2005) und Justin.

## Karriere
Magnus wurde bekannt durch seine Aktivitäten in den sozialen Medien, insbesondere auf YouTube und TikTok. Seine Karriere als Influencer begann bereits im Alter von 8 Jahren, als er seinen eigenen YouTube-Kanal gründete und damit begann, Videos hochzuladen. In den folgenden Jahren baute Gavin Magnus seine Präsenz auf verschiedenen sozialen Plattformen aus und erlangte schnell eine große Fangemeinde. Gavin Magnus ist bekannt für seine unterhaltsamen Videos, in denen er oft mit Freunden und seiner Freundin Piper Rockelle zu sehen ist. Dabei dreht sich alles um Themen wie Musik, Challenges, Pranks und Lifestyle. Auch seine Musikkarriere hat er in den letzten Jahren ausgebaut und mehrere Singles veröffentlicht. Der Kanal hat über 4,5 Millionen Abonnenten. Auf TikTok hat er über 6 Millionen Follower und ist bekannt für seine Comedy-Sketches, seine Musik-Performances und seine Dance-Challenges. Neben seinen Aktivitäten auf den sozialen Medien hat Magnus auch in einigen Fernsehserien und Filmen mitgewirkt. Im Jahr 2018 trat er im Musikvideo „Crushin“ und spielte auch in dem Film „Timecrafters: The Treasure of Pirate's Cove“ mit.

## Musikkarriere
Magnus ist auch als Sänger aktiv. Im Jahr 2020 veröffentlichte er seine erste Single „Crushin“, die über 10 Millionen Aufrufe auf YouTube erreichte. Im selben Jahr veröffentlichte er auch seine zweite Single „Hype“, die von Fans und Kritikern gleichermaßen gelobt wurde. Seine neuste Single A Hole 'Nother Level von 2020 hat über 6 Millionen Aufrufe.

## Auszeichnungen
Trotz seines jungen Alters hat Gavin Magnus bereits zahlreiche Auszeichnungen erhalten, darunter den Shorty Award (Best Breakout YouTuber) für den besten TikToker im Jahr 2020. Er ist auch als Schauspieler tätig und hatte bereits Auftritte in verschiedenen TV-Shows und Filmen.